# Mas Beuloli
Mas Beuloli és una obra de Santa Cristina d'Aro (Baix Empordà) inclosa a l'Inventari del Patrimoni Arquitectònic de Catalunya.

## Descripció
Conjunt format per l'habitatge, antiga masia i diversos cossos adossats. L'antiga masia consta de planta baixa i pis, és coberta a dues vessants i disposa del carener paral·lel a la façana principal. La porta d'entrada conserva un magnífic arc de mig punt amb dovelles de mida gran. Les finestres, també d'arc de mig punt, són de pedra i es troben protegides per reixes de ferro forjat. El parament dels murs és de maçoneria i carreus de pedra que reforcen els angles.
En un dels extrems de la masia hi ha adossat un cos més alt i estret, amb coberta disposada de la mateixa manera que la del'habitatge. És una construcció moderna i presenta obertures de tipologia diversa. Els seus murs són de maçoneria amb els angles reforçats per carreus regulars. Altres cossos afegits al conjunt (corts, magatzems) són d'una sola planta i defineixen un pati tancat.